# فقمة حلقية
الفقمة الحَلَقِيَّة (الاسم العلمي: Pusa hispida)، هي فقمة عديمة الأذن تقطن مناطق القطب الشمالي وشبه القطبية. وهي فقمة صغير نسبيًا، نادرًا ما يزيد طولها عن 1.5 متر، مع نقش مميز للبقع الداكنة المحاطة بحلقات رمادية فاتحة، ومن هنا جاء اسمها الشائع. إنهُا الفقمة الجليدية الأكثر وفرة واتساعًا جغرافيًا في نصف الكرة الشمالي، وتمتد عبر المحيط المتجمد الشمالي إلى بحر بيرنغ وبحر أوخوتسك جنوبًا حتى الساحل الشمالي لليابان في المحيط الهادئ وعبر سواحل شمال المحيط الأطلسي في جرينلاند والدول الاسكندنافية في أقصى الجنوب مثل نيوفاوندلاند، وتضم نويعان يعيشان في المياه العذبة في شمال أوروبا. الفقمة الحلقية هي إحدى الفرائس الأساسية للدببة القطبية والحيتان القاتلة، ولطالما كانت مكونًا من مكونات النظام الغذائي للسكان الأصليين في القطب الشمالي.

## التصنيف والتطور
شهد تصنيف الفقمة الحلقية نقاشًا واسعًا وتعديلات عديدة في المراجع العلمية. وبسبب انتشارها الواسع، تم وصف ما يصل إلى عشرة أنواع فرعية لها. أما حاليًا، يتم الاعتراف بخمسة أنواع فرعية مميزة:
1. الفقمة الحلقية القطبية (P. h. hispida) في المحيط المتجمد الشمالي وبحر بيرنغ
2. فقمة أوخوتسك الحلقية (P. h. ochotensis) في بحر أوخوتسك
3. فقمة سايما الحلقية (P. h. saimensis) في بحيرة سايما في فنلندا
4. فقمة لادوغا الحلقية (P. h. ladogensis) في بحيرة لادوغا القريبة في روسيا
5. فقمة بوثنيه الحلقية (P.h. botnica) في خليج بوثنيه.

ترتبط الفقمة الحلقية ارتباطًا وثيقًا بفقمة قزوين (P. caspica) وفقمة بحيرة بايكال (P. sibirica)، إذ تشترك جميعها في أحجامها الصغيرة المماثلة، وملامح تشريح الجمجمة، والتكيف مع الجليد.